# Andreas Weber (Politiker, 1764)
Johann Henrich Andreas Weber (* 20. Februar 1764 in Sachsenhausen; † 30. November 1839 ebenda) war ein deutscher Landwirt, Bürgermeister und Politiker.

## Leben
Weber war der Sohn des Bürgermeisters der Stadt Sachsenhausen  Johann Daniel Weber (* 10. November 1730 in Sachsenhausen; † 13. März 1806 ebenda) und dessen Ehefrau Catharina Margarethe geborene Fricke (* 8. Januar 1741 in Sachsenhausen; † 27. November 1817 ebenda). Er war evangelisch und heiratete am 13. Januar 1811 in Sachsenhausen Anna Cathrine Elisabeth Nordmeier (* 6. August 1787 in Sachsenhausen), die Tochter des Georg Friedrich Nordmeier und dessen Ehefrau Anna Barbara Elisabeth geborene Ebersbach, Witwe des Johannes Köhler. In zweiter Ehe heiratete er am 25. April 1819 in Sachsenhausen Marie Elisabeth Peuster (* 22. Oktober 1799 in Sachsenhausen; † 2. Februar 1872 ebenda), die Tochter des Schreinermeisters Johannes Peuster und der Barbara Catharina Kann.
Weber lebte als Landwirt in Sachsenhausen. Von Herbst 1820 bis Herbst 1822 und erneut von Herbst 1824 bis Herbst 1826 war er Bürgermeister der Stadt Sachsenhausen. Als solcher war er von (Herbst) 1820 bis (Herbst) 1822 und erneut von (Herbst) 1824 bis (Herbst) 1826 Mitglied des Landstandes des Fürstentums Waldeck.
1821/22 war er einer von drei Akzisschreibern am Oberrentamt der Werbe und von 1825 bis 1826 Stadtschreiber in Sachsenhausen. Ab 1835 war er gewähltes Mitglied des Verwaltungsausschusses eines Vereins zur Gründung einer Spar- und Leihkasse im Oberjustizamt der Werbe.